# Mount Friesland
Mount Friesland är ett berg i Antarktis. Det ligger i Sydshetlandsöarna. Argentina, Chile och Storbritannien gör anspråk på området. Toppen på Mount Friesland är 1 790 meter över havet.
Terrängen runt Mount Friesland är kuperad norrut, men söderut är den bergig. Mount Friesland är den högsta punkten i trakten. Trakten är glest befolkad. Närmaste befolkade plats är St. Kliment Ohridski Base, 9,3 kilometer nordväst om Mount Friesland. 